# Yasashii Higeki
"Yasashii Higeki" (優しい悲劇) é o terceiro single da banda japonesa de rock visual kei Kuroyume, lançado em 8 de março de 1995 pela Toshiba EMI e incluído no álbum Feminism. A canção foi usada como música tema da série Uso da TV Asahi.
Em 2009, o vocalista Kiyoharu regravou a canção para seu álbum solo de regravações da banda Kuroyume Self Cover Album "Medley". Em 2011,  SID fez um cover da canção para o álbum de tributo Fuck the Border Line.

## Desempenho comercial
Estreou em décimo lugar na Oricon Singles Chart, assim como o single anterior "Ice My Life", e permaneceu na parada por seis semanas. Vendeu 127,420 cópias enquanto esteve na parada, tornando-se o 10° single mais vendido da banda.

## Faixas
Todas as letras escritas por Kiyoharu. 
| N.º | Título                | Duração |  |
| 1.  | "Yasashii Higeki"     | 4:38    |  |
| 2.  | "Gossip" (優しい悲劇) | 3:31    |  |

## Ficha técnica
- Kiyoharu – vocais
- Hitoki – baixo